# Грие
Грие (фр. Gries) — коммуна на северо-востоке Франции в регионе Гранд-Эст (бывший Эльзас — Шампань — Арденны — Лотарингия), департамент Нижний Рейн, округ Агно-Висамбур, кантон Брюмат.
Площадь коммуны — 12,23 км², население — 2754 человека (2006) с тенденцией к росту: 2776 человек (2013), плотность населения — 227,0 чел/км².

## Население
Население коммуны в 2011 году составляло 2781 человек, в 2012 году — 2791 человек, а в 2013-м — 2776 человек.
| 1962 | 1968 | 1975 | 1982 | 1990 | 1999 | 2006 | 2008 | 2011 | 2012 | 2013 |
| ---- | ---- | ---- | ---- | ---- | ---- | ---- | ---- | ---- | ---- | ---- |
| 1908 | 2093 | 2281 | 2319 | 2464 | 2688 | 2754 | 2748 | 2781 | 2791 | 2776 |

Динамика населения:

## Экономика
В 2010 году из 1854 человек трудоспособного возраста (от 15 до 64 лет) 1444 были экономически активными, 410 — неактивными (показатель активности 77,9 %, в 1999 году — 74,6 %). Из 1444 активных трудоспособных жителей работали 1342 человека (733 мужчины и 609 женщин), 102 числились безработными (45 мужчин и 57 женщин). Среди 410 трудоспособных неактивных граждан 136 были учениками либо студентами, 175 — пенсионерами, а ещё 99 — были неактивны в силу других причин.

## Достопримечательности (фотогалерея)
- Здание мэрии
- Католическая церковь
- Протестантская церковь
- Здание школы
- Здание школы (1900)